# Atlantis

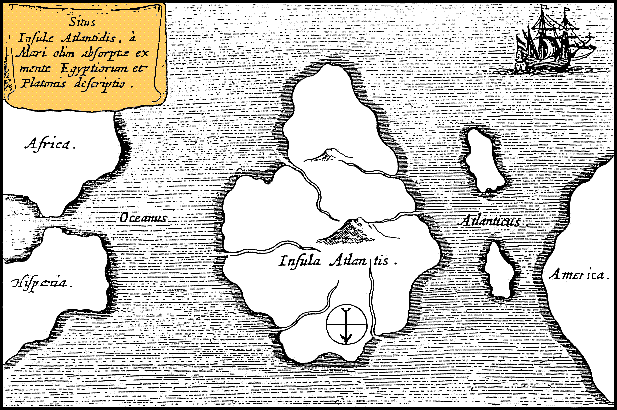
Gesüdete Kartendarstellung von Atlantis aus Athanasius Kirchers Mundus Subterraneus von 1665 (Lage der Insel Atlantis, die einst vom Meer verschlungen wurde, nach der Vorstellung der Ägypter und der Beschreibung Platons - freie Übersetzung der lat. Tafelbeschriftung oben links)

Atlantis (altgriechisch Ἀτλαντὶς νῆσος Atlantìs nḗsos ‚Insel des Atlas‘) ist ein mythisches Inselreich, das der antike griechische Philosoph Platon (428/427 bis 348/347 v. Chr.) in der Mitte des 4. Jahrhunderts v. Chr. als Erster erwähnte und beschrieb. Es war laut Platon eine Seemacht, die ausgehend von ihrer „jenseits der Säulen des Herakles“ gelegenen Hauptinsel große Teile Europas und Afrikas unterworfen hat. Nach einem gescheiterten Angriff auf Athen sei Atlantis schließlich um 9600 v. Chr. infolge einer Naturkatastrophe innerhalb „eines einzigen Tages und einer unglückseligen Nacht“ untergegangen.
Bei Atlantis handelt es sich um eine in Platons Werk eingebettete Geschichte, die – gleich den übrigen Mythen Platons – eine zuvor aufgestellte Theorie anschaulich darstellen soll. Der Hintergrund dieser Geschichte ist umstritten. Während Althistoriker und Philologen fast ausnahmslos eine Erfindung Platons annehmen, die durch zeitgenössische Vorbilder inspiriert wurde, vermuten manche Autoren einen realen Hintergrund der Geschichte und unternahmen unzählige Versuche, Atlantis zu lokalisieren (siehe dazu den Artikel Lokalisierungshypothesen zu Atlantis).
Bereits in der Antike wurde eine mögliche Existenz von Atlantis diskutiert. Während Autoren wie Plinius der Ältere bestritten, dass es das fragliche Inselreich gegeben habe, hielten andere, beispielsweise Krantor, Poseidonios oder Strabon, die Existenz für denkbar. Auch die ersten Parodien des Themas entstanden bereits in der Antike.
Im lateinischen Mittelalter geriet der Mythos Atlantis mehr oder weniger in Vergessenheit, bis er schließlich in der Renaissance wiederentdeckt und verbreitet wurde, da die Gelehrten in Europa nun wieder Griechisch verstanden. Platons Schilderungen inspirierten die utopischen Werke verschiedener frühneuzeitlicher Autoren, wie etwa Francis Bacons Nova Atlantis. Bis heute wird das literarische Motiv des Atlantis-Mythos in Literatur und Film verarbeitet (siehe dazu den Artikel Atlantis als Sujet).

## Beschreibung von Platon

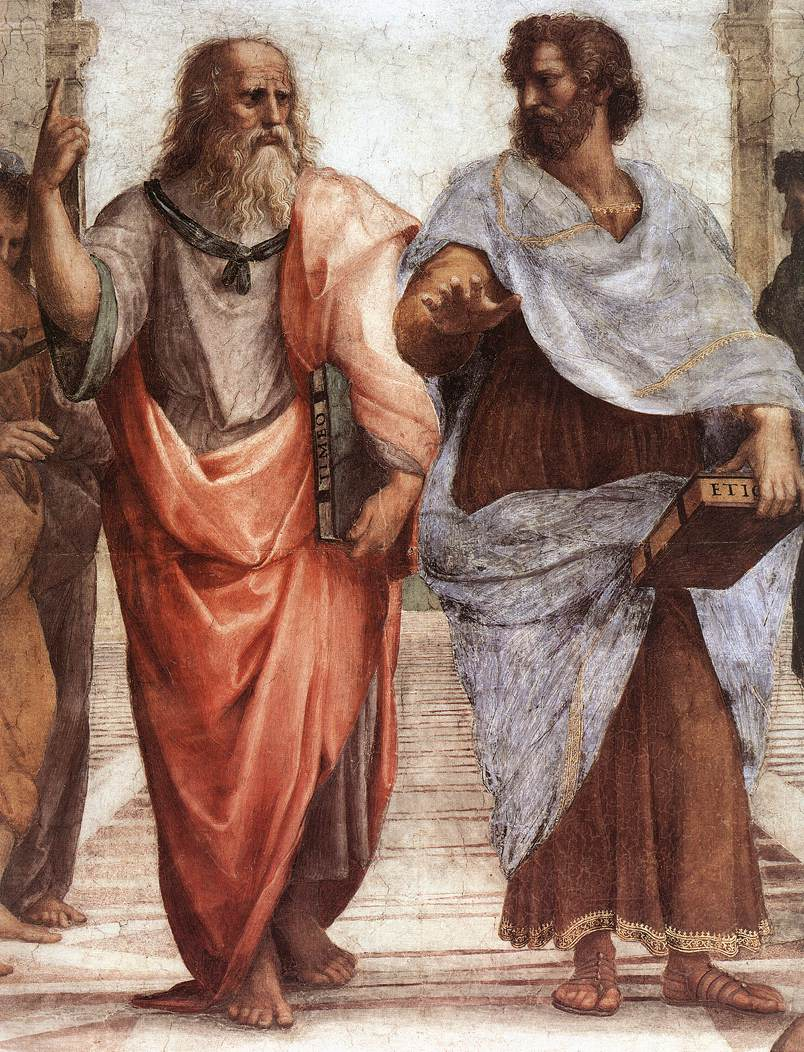
Platon (links) und Aristoteles – Ausschnitt aus „Die Schule von Athen“ von Raffael (1509)

Platon beschreibt die Insel Atlantis in seinen um 360 v. Chr. verfassten Dialogen Timaios und Kritias. Der Kritias blieb unvollendet. In diesen Werken lässt der Autor die beiden Politiker Kritias und Hermokrates sowie die Philosophen Sokrates und Timaios von Lokroi aufeinandertreffen und diskutieren. Auch wenn es sich dabei um historische Personen handelt (obgleich nur die ersten drei belegt sind), sind die ihnen von Platon zugeschriebenen Gespräche fiktional. Der Sokratische Dialog wird hier als rhetorische Figur eingesetzt und soll Platons Lehraussagen dadurch überzeugend vermitteln, dass die Lehrsätze nicht dogmatisch vorgegeben, sondern vor den Augen des Lesers dialektisch entwickelt werden. Während das Thema Atlantis im Timaios nur kurz angerissen wird, folgt im Kritias eine ausführliche Beschreibung des Inselreichs.
Die beiden Atlantis-Dialoge Timaios und Kritias sind nur Teile eines zunächst offenbar umfangreicheren Plans. Der Dialog Timaios schließt sich unmittelbar an den Dialog Politeia an, dessen Ergebnisse er rekapitulierend aufgreift. Der kurze Kritias bricht unvollendet ab und den im Timaios angekündigten Dialog des Hermokrates fertigte Platon gar nicht erst an. Plutarch nannte als Grund hierfür, dass Platon vor Beendigung seines Werkes wegen seines hohen Alters gestorben sei. Als letzter Dialog in dieser Reihe können die Nomoi gelten, in denen das Ende der letzten Naturkatastrophe im Sinne von Timaios und Kritias als Anknüpfungspunkt der Erörterung gewählt wird.

### Herkunft der Atlantis-Überlieferung
An die im ersten Teil des Timaios angelegte Darstellung der Grundzüge des platonischen Idealstaates der Politeia knüpft sich im Weiteren ein von Sokrates geäußerter Wunsch, die Vorzüge eines so gearteten Stadtstaates in der Realität zu sehen und speziell die Bewährung im Kriegsfall zu prüfen (Tim. 17a–20c). Daraufhin gibt Kritias eine Geschichte wieder, von der er angibt, sein Großvater habe ihm diese in seiner Jugend erzählt (Tim. 20d ff.). Der Großvater habe sie wiederum von dem berühmten Gesetzgeber Solon vernommen, mit dem sein Vater Dropides („Dropides II.“) befreundet gewesen sei. Solon habe die Kunde von Atlantis aus Ägypten mitgebracht, wo er sie in Sais von einem Priester der Göttin Neith erfahren habe (Tim. 23e). Dieser Priester habe ihm die Mitteilungen aus „geheiligten Schriften“ übersetzt. An mehreren Stellen der Erzählung lässt Platon Kritias betonen, dass seine Geschichte nicht erfunden sei, sondern sich tatsächlich so zugetragen habe (Tim. 20d, 21d, 26e).

### Rahmenhandlung der Atlantis-Überlieferung
Der Inhalt der Geschichte, an die sich Kritias erinnert, ist eine der angeblich „größten Heldentaten Athens“, nämlich die Abwehr eines riesigen Heeres der expansiven Seemacht Atlantis. Jenes Inselreich, das wie Athen bereits 1000 Jahre vor der Gründung Ägyptens existiert habe (Timaios 23d–e), soll viele Inseln und Teile des Festlands, Europa bis Etrurien und Libyen (Nordafrika) bis nach Ägypten beherrscht haben und sei im Begriff gewesen, auch Griechenland zu unterwerfen (Timaios 25a–b). Nach der Abwehr des Angriffs durch die an Mut und Kriegskünsten hervorragenden Athener, zunächst als führender Staat der Hellenen, dann nach Abfall der anderen allein kämpfend, sei während eines Tages und einer Nacht das „ganze streitbare Geschlecht“ der Atlanter durch schwere Erdbeben und Überschwemmungen zu einem Großteil gestorben und Atlantis durch Erderschütterungen im Meer versunken (Timaios 25c–d; Kritias 108e). Einzig Ägypten, das schon 8000 Jahre vor Solon gegründet worden sei und woher die Überlieferung der Heldentat Athens stamme (Timaios 23d–e; Kritias 108e, 109d ff., 113a), wurde verschont.

### Atlantis
Im Kritias beschreibt Platon Atlantis detailliert: Es sei ein Reich gewesen größer als Libyen (Λιβύη) und Asien (Ασία) zusammen (Timaios 24e). Zu Platons Zeiten verstand man unter diesen Begriffen Nordafrika ohne Ägypten und die damals bekannten Teile Vorderasiens. Die Hauptinsel lag außerhalb der „Säulen des Herakles“ im Atlantìs thálassa, wie schon Herodot den Atlantik nennt (Herodot I 202,4). Die „Insel des Atlas“ war laut Platon reich an Rohstoffen aller Art, insbesondere an Gold, Silber und „Oreichalkos“, einem erstmals in dem Hesiod zugeschriebenen Epyllion „Schild des Herakles“ genannten „Metall“, das Platon als „feurig schimmernd“ beschreibt (Kritias 114e). Weiter erwähnt Platon verschiedene Bäume, Pflanzen, Früchte und Tiere, darunter auch das „größte und gefräßigste Tier von allen“, den Elefanten (Kritias 115a). Die weiten Ebenen der großen Inseln seien äußerst fruchtbar gewesen, exakt parzelliert und durch künstliche Kanäle mit ausreichend Wasser versorgt. Durch Ausnutzung des Regens im Winter und des Wassers aus den Kanälen im Sommer seien zwei Ernten jährlich möglich gewesen (Kritias 118c–e).
Die Mitte der Hauptinsel bildete eine 3000 mal 2000 Stadien große Ebene. Ein griechisches „Stadion“ beträgt etwa 180 Meter, ein ägyptisches „Stadion“ etwa 211 Meter, daher handelt es sich um eine Größenordnung von 400 bis 600 Kilometern. Diese Ebene war von rechtwinklig angelegten Kanälen umgeben und durchzogen, woraus eine Vielzahl kleiner Binneninseln resultierte. Die Akropolis der Hauptstadt war fünf Stadien breit und auf einen Berg gebaut, der zentral auf der Insel lag. Um diese Akropolis befanden sich drei ringförmige Kanäle, die durch einen breiten Kanal mit dem Meer verbunden waren. Der innere künstliche Wassergürtel hatte eine Breite von einem Stadion, gefolgt von zwei Paaren konzentrischer Land- und Wassergürtel mit jeweils zwei und drei Stadien Breite (Kritias 115d–116a). Die äußeren zwei Kanäle schildert Platon als schiffbar.

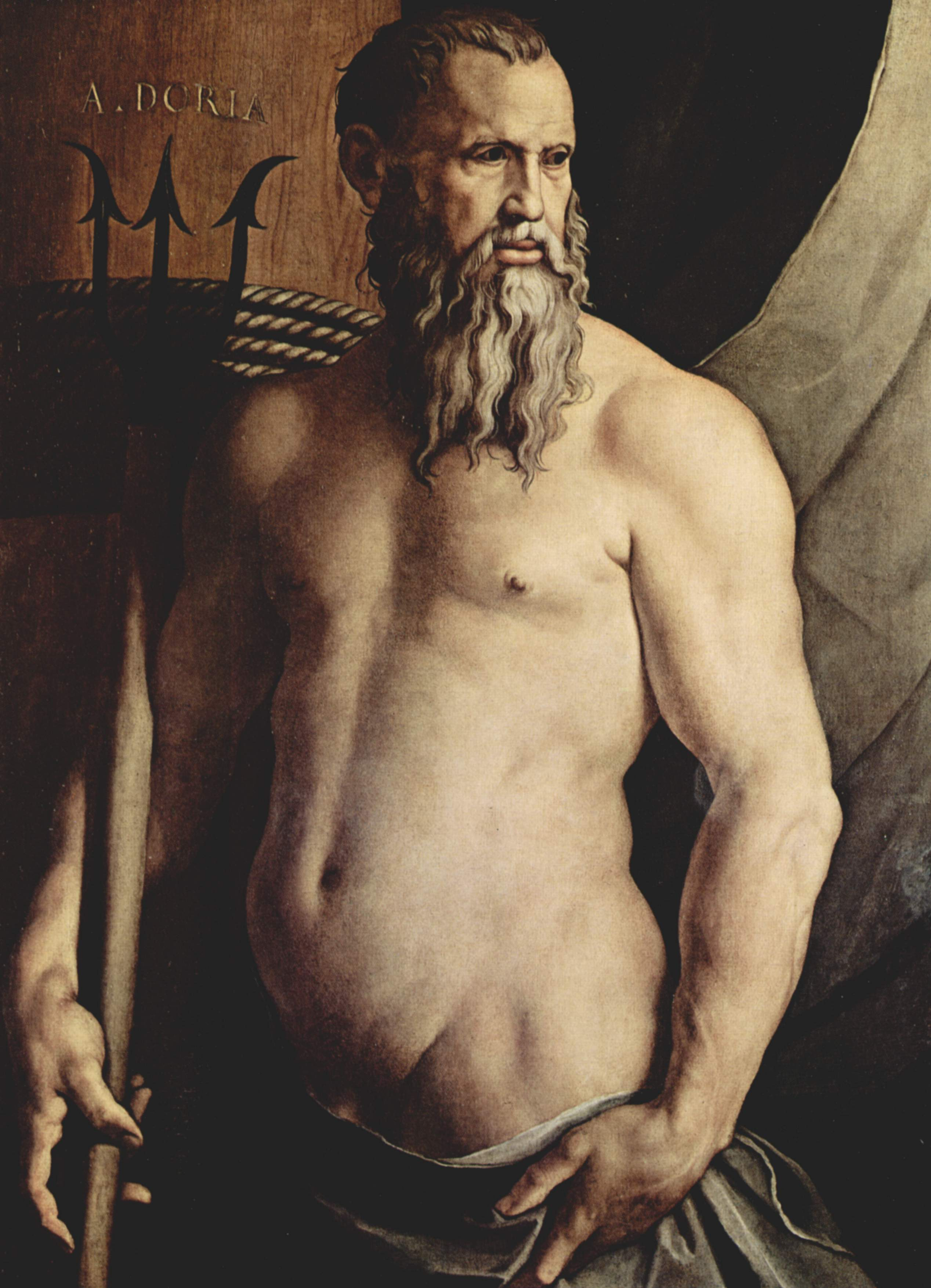
Poseidon – Gemälde von Bronzino (1503–1572)

Im Zentrum von Atlantis befand sich den Dialogen zufolge auf der Akropolis ein Poseidontempel, den Platon als „ein Stadion lang, drei Plethra (das sind etwa 90 m) breit und von einer entsprechenden Höhe“ und innen wie außen mit Gold, Silber und Oreichalkos überzogen beschrieb. Um den Tempel herum standen goldene Weihestatuen. Ein Kultbild zeigte den Meeresgott als Lenker eines sechsspännigen Streitwagens (Kritias 116d–e). In der Nähe der zentralen Anlage befand sich ein Hippodrom. Auch die Wohnstätten der Herrscher lagen im innersten Bezirk, der von einer Mauer umschlossen wurde. Die ringförmigen Randbezirke der Stadt beherbergten von innen nach außen die Quartiere der Wächter, der Krieger und der Bürger. Die Gesamtanlage war von drei weiteren, konzentrisch angeordneten Ringmauern umfriedet (Kritias 116a–c). Die beiden äußersten Kanäle wurden als Häfen angelegt, wobei der weiter innen liegende Kanal als Kriegshafen und der äußere als Handelshafen diente (Kritias 117d–e).
Die Macht über die Insel hatte Poseidon seinem mit der sterblichen Kleito gezeugten Sohn Atlas übertragen, der der Älteste seiner Nachkommen aus fünf Zwillingspaaren war (Kritias 114a–c). Atlas und seine Nachfahren herrschten über die Hauptstadt, die Linien seiner jüngeren Brüder regierten die anderen Teile des Reiches. Mit der Zeit wandelte sich Atlantis durch immer weiter gehende Baumaßnahmen und Aufrüstungen von einer ursprünglich ländlich geprägten Insel zu einer schlagkräftigen Seemacht. Die Nachfahren des Atlas und seiner Geschwister verfügten über ein einzigartiges Heer und eine starke Marine mit 1200 Kriegsschiffen und 240.000 Mann Besatzung allein für die Flotte der Hauptstadt (Kritias 119a–b). Mit dieser Streitmacht unterwarfen sie Europa bis Tyrrhenien und Nordafrika bis Ägypten (Timaios 24e–25b). Erst die zahlenmäßig weit unterlegenen Athener konnten diesen Vormarsch zum Erliegen bringen.
Diese militärische Niederlage von Atlantis wird dabei als Strafe der Götter für die Hybris seiner Herrscher dargestellt (Timaios 24e; Kritias 120e, 121c). Weil der „göttliche Anteil“ der Atlanter durch die Vermischung mit Menschen zusehends geschwunden sei, seien sie von Gier nach Macht und Reichtum ergriffen (Kritias 121a–c) worden. Der Kritias bricht ab, bevor die Götter sich zu einem Gericht über das Reich versammeln, bei dem weitere Strafen beraten werden sollten: „Der Gott der Götter aber, Zeus, welcher nach den Gesetzen herrscht und solches wohl zu erkennen vermag, beschloß, als er ein treffliches Geschlecht (so) schmählich herunterkommen sah, ihnen Strafe dafür aufzuerlegen, (121c) damit sie, durch dieselbe zur Besinnung gebracht, zu einer edleren Lebensweise zurückkehrten. Er berief daher alle Götter in ihren ehrwürdigsten Wohnsitz zusammen, welcher in der Mitte des Weltalls liegt und eine Überschau aller Dinge gewährt, welche je des Werdens teilhaftig wurden, und nachdem er sie zusammenberufen hatte, sprach er ….“

### Ur-Athen
Neben Atlantis beschreibt Platon im Kritias das „Ur-Athen“, wenn auch deutlich kürzer. Das alte Athen ist im Gegensatz zum realen Athen aus Platons Lebzeiten eine reine Landmacht, die Attika bis zum Isthmus von Korinth beherrscht habe (Kritias 110e). Obgleich in der Nähe der Küste gelegen, verfügte es über keine Häfen und betrieb aus bewusst gefasstem Entschluss keine Seefahrt. Platons Polis Athen wird als ein äußerst fruchtbarer Landstrich beschrieben, bedeckt von Feldern und Wäldern, und „imstande, ein großes Heer von den Geschäften des Ackerbaues Befreiter zu unterhalten“ (Kritias 110e–111d). Die Göttin Athene selbst habe die politischen Strukturen und Institutionen im nach ihr benannten Stadtstaat gestiftet, die Platon als nahezu identisch mit jenen seines im Politeia beschriebenen Idealstaates darstellt. Als Athen von Atlantis angegriffen worden sei, habe es die Angreifer zurückschlagen können und habe dabei sogar einige bereits unterworfene griechische Stämme befreit.
Als Grund, warum im antiken Griechenland keine Aufzeichnungen, Geschichten oder Sagen vom glorreichen Sieg über die Atlanter existieren, nennt Platon Erdbeben und Überschwemmungen, die immer wieder die alten hellenischen Stämme heimsuchten. Platon erwähnt aber auch eine sehr große und besonders verheerende Flut, die den Untergang der herrschenden Oberschicht an den Küsten zur Folge hatte. Sie ließ nur einen kleinen Teil des Lesens und Schreibens unkundiger Bauern zurück, die in den Bergregionen lebten. Dadurch sei das komplette Wissen, das sich die Griechen bis dahin angeeignet hatten, verloren gegangen.

## Deutung

### Ein platonischer Mythos

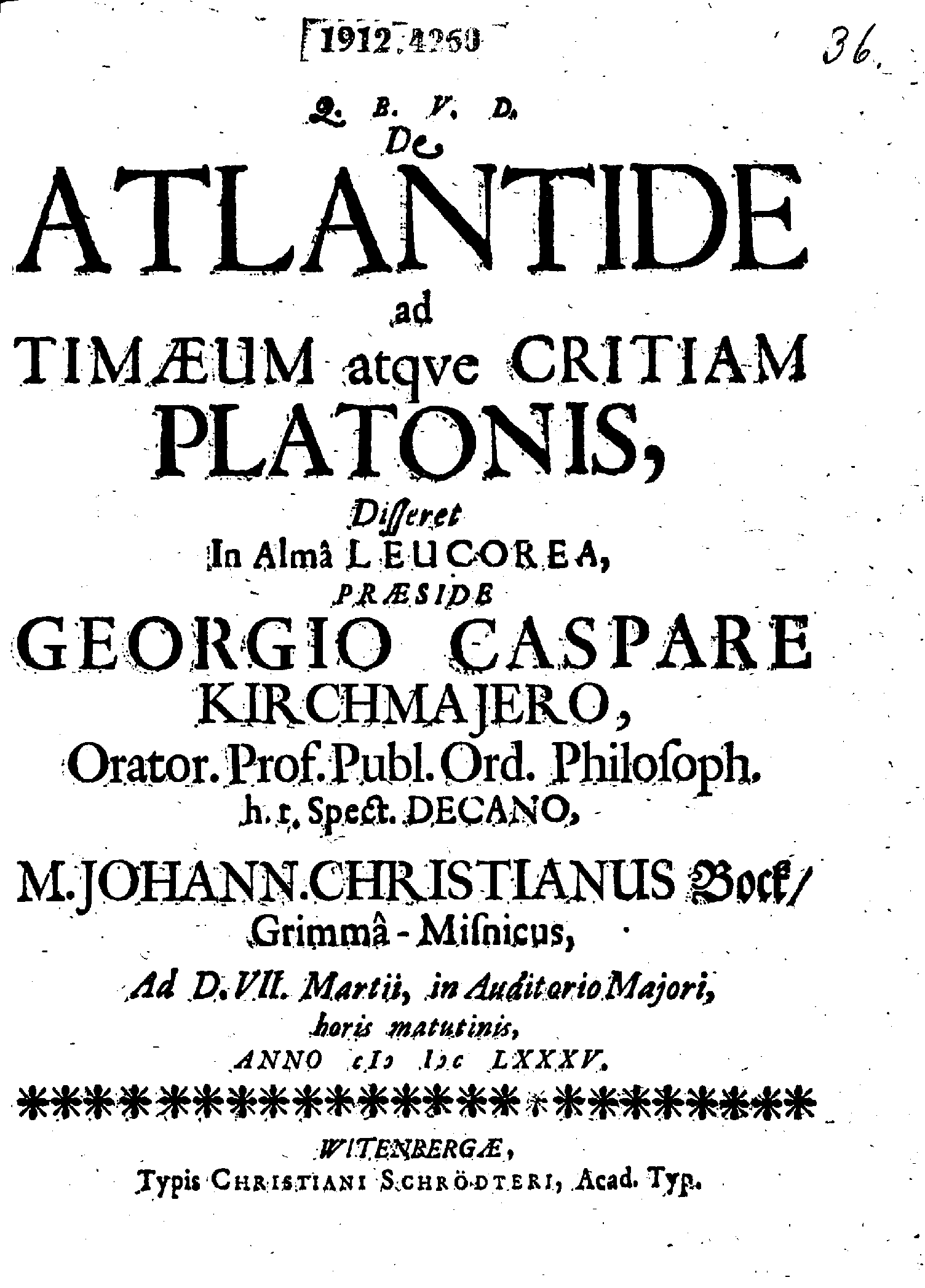
Titelseite einer Dissertation von 1685 über die atlantischen Dialoge (Johann Christian Bock: De Atlantide ad Timaeum atque Critiam Platonis)

Über die möglichen historischen Anknüpfungspunkte, zum Beispiel den Untergang der Ägäisinsel Santorin im 17. oder 16. Jahrhundert v. Chr. (s. Minoische Eruption), lässt sich zurzeit kaum wissenschaftliche Übereinstimmung erzielen. Über den philologisch fiktionalen Charakter des Inselreiches Atlantis besteht in der Wissenschaft dagegen weitgehend Einigkeit. Auf die Frage, was die Botschaft dieser Erzählung gewesen sei, gibt es jedoch sehr unterschiedliche Antworten. Die Dialoge Timaios und Kritias sind als Ergänzung und Fortsetzung der Politeia geschrieben. Die Atlantis-Erzählung diente dabei als Demonstration der praktischen Bewährung des idealen Staates. Es handelt sich um einen platonischen Mythos und somit nur um eine von vielen fiktionalen und mythischen Darstellungen in Platons Werken.

#### Zweck des Mythos
Der Zweck dieses Mythos ist nach herrschender Auffassung, eine zuvor diskutierte Theorie auf eine praktische und anschauliche Ebene zu heben, um so ihre Funktionalität und Richtigkeit zu bestätigen. In diesem Sinne wird am Ende der Politeia, nachdem die Frage „Was ist Gerechtigkeit?“ diskutiert wurde, von Sokrates die (scheinbare) Bestätigung seiner Thesen dadurch beigebracht, dass die „wahre“ Geschichte des Pamphyliers Er erzählt wird (Pol. 614b). Dieser habe in einer Art Nahtoderfahrung die Unterwelt gesehen und dabei die Erkenntnis erlangt, dass gerechte Menschen nach dem Tod zehnfach belohnt würden, ungerechte Menschen jedoch zehnfach bestraft. An späterer Stelle, zu Ende des neunten Buches der Politeia, wird ferner die Frage erörtert, ob sich ein gerechter Mensch am politischen Leben seines Stadtstaates beteiligen solle. Auf Sokrates’ Antwort, der Gerechte könne sich engagieren, vielleicht jedoch nicht in seiner irdischen Polis, entgegnet Glaukon, dass ein solcher Idealstaat nur als ein „Muster“ (παράδειγμα) im „Himmel“ der Ideen zu finden sei, woran man sich halten könne (Pol. 592a–b). Es bleibt jedoch umstritten, inwieweit diese Anspielung einen Hinweis auf eine späte Praxisnähe der platonischen Staatsphilosophie und damit die Grundlage des Atlantis-Mythos darstellen könne.
Im Fall der Atlantis-Erzählung ist es die Theorie vom Idealstaat, die einer realen Bestätigung bedurfte. Am Anfang steht der Wunsch des Sokrates, den Idealstaat einmal in der „Bewegung“ eines Gedankenexperiments zu sehen. Zu diesem Zweck wird der Mythos vom einst in Athen existierenden Idealstaat und dem mächtigen Gegner Atlantis erfunden und dem Erzähler Kritias in den Mund gelegt, dem diese Überlieferung „auf eine geheimnisvolle Weise durch eine Art Zufall“ am Heimweg von einem früheren philosophischen Gespräch eingefallen wäre (Tim. 25e). In dieser Passage betont Kritias, dass man den Atlantis-Stoff günstig an den theoretischen Inhalt der Politeia angleichen könne: „Wir wollen aber die Bürger und den Staat, den du uns gestern wie erdichtet (ὡς ἐν μύθῳ) darstelltest, jetzt in die Wirklichkeit (ἐπὶ τἀληθὲς) übertragen und hier ansiedeln, als sei jener Staat der hiesige, und von den Bürgern, die du dir dachtest, werden wir sagen, sie seien jene reale Vorfahren von uns, von denen der Priester erzählte.“ (Tim. 26c–d). Die scheinhistorische Überlieferungsgeschichte soll die mehrfach behauptete Realität unterstreichen. Wie jeder platonische Mythos erhebt auch die Atlantis-Erzählung den Anspruch auf Wahrheit, jedoch nicht im Sinne von „historisch wahr oder unwahr“, sondern im Sinne einer philosophischen Wesenswahrheit.
Die Gegner Athen und Atlantis sind idealtypisch als einander diametral gegenüberstehende Gemeinwesen konstruiert: Auf der einen Seite die kleine, stabile und wehrfähige Landmacht, auf der anderen Seite die an ihrem Expansionsdrang zerbrechende Seemacht. Dieser bewusste Gegensatz wird in der Forschung als eine politische Allegorie auf die expansive Seemachtspolitik des realen Athen verstanden. Platon hatte 404 v. Chr. die Niederlage seiner Heimatstadt im Peloponnesischen Krieg miterleben müssen, der einst durch das Hegemoniestreben der Athener in der Ägäis ausgelöst worden war. Wenige Jahrzehnte später, als Athen wieder einen Teil seiner ehemaligen Macht zurückgewonnen hatte, wurde der einst infolge der Niederlage aufgelöste Attische Seebund – wenn auch nicht in gleicher Dimension – neu gegründet. Platon könnte befürchtet haben, dass Athen diese Fehler wiederholen und auf eine vergleichbare Katastrophe zusteuern könnte. Um dem entgegenzuwirken und die Mitbürger zu belehren, dürfte Platon die Geschichte von der an Expansionismus zugrunde gegangenen Seemacht Atlantis und der siegreichen Landmacht Ur-Athen erfunden oder benutzt haben: „Er zeigte die Gefahren auf, die eine solche imperialistische Seemacht erwarten […], und er versuchte sozusagen den quasihistorischen Beweis zu erbringen, dass ein Staat, der wie sein Idealstaat eingerichtet war, sich in einer solchen Lage überzeugend bewähren würde“, wie Heinz-Günther Nesselrath resümiert.
Die Umstände, dass im Atlantis-Mythos das Ur-Athen als über tausend Jahre älter als Ägypten dargestellt wird und zudem die Göttin Athene-Neith beide Gesellschaftsordnungen begründet haben soll, wird als Reaktion Platons auf mögliche Plagiatsvorwürfe gedeutet. Dies hängt mit Platons Werk über den Idealstaat – Politeia – zusammen: Der Platon-Kritiker Isokrates hatte als unmittelbare Reaktion auf die Politeia eine Schrift mit dem Titel Busiris verfasst, nach der der gleichnamige – nur in der griechischen Mythologie existierende – ägyptische König in seinem Land eine Gesellschaftsordnung eingerichtet hatte, die diejenige des platonischen Idealstaats vorwegzunehmen scheint. Platon, so die Theorie, habe nun darauf mit einem Mythos geantwortet, laut dem nicht in Ägypten, sondern in Athen zuerst der Idealstaat existierte. Zudem sind es bei Platon gerade ägyptische Priester, die den Griechen diese Erkenntnis bringen.
Als Grund für die fingierte Überlieferungsgeschichte kann Platons „Konkurrenz“ zu Homer gesehen werden. Schon in der „Politeia“ schrieb Platon von dem „alten Streit zwischen Dichtung und Philosophie“ (Politeia 607b). In seinem Anspruch, die mythisch-poetischen Werke Homers durch seine eigenen, philosophisch durchdachten Mythen wie Atlantis zu „ersetzen“, beruft sich Platon eben nicht wie der Dichter auf Musen, sondern auf historische Überlieferungen (deren Ursprung jedoch absichtlich so weit im Dunkeln liegt, dass sie unmöglich überprüft werden können). Im Timaios spricht Kritias davon, dass Solon ursprünglich geplant habe, den Stoff „Atlantis“, den er in Ägypten vernahm, künstlerisch zu verarbeiten. Er sei jedoch davon abgehalten worden, weil man ihn in Athen als Politiker gebraucht habe (dies ist allerdings chronologisch nicht möglich, da Solon erst nach seiner „politischen Karriere“ Ägypten besuchte). Hätte er den Atlantis-Mythos in Poesie verwandelt, so ist sich Kritias sicher, hätte dieses Werk die Homerischen Epen Ilias und Odyssee weit überstrahlt (Tim. 21d).

#### Inspirationen und Vorbilder
Das Vorbild für „Ur-Athen“ war der Idealstaat, den Platon in seinem bedeutenden Werk Politeia entworfen hatte. Schon daran ist der fiktionale Charakter der gesamten Erzählung erkennbar, zumal nach heutigem Kenntnisstand in Athen zu keinem Zeitpunkt – von der Frühzeit bis in die Klassische Zeit – die geschilderte Kombination von politischen, sozialen und militärischen Elementen bestanden hat. „Ur-Athen“ ist offensichtlich eine Schöpfung Platons. Eine gewisse Orientierung der Landmacht „Ur-Athen“ an der realen Landmacht Sparta scheint denkbar, obgleich Platons Idealstaat ohnehin keine Seemachtspolitik betreibt. Die Beschreibung der fruchtbaren Böden Attikas zu Zeiten „Ur-Athens“ basiert auf der zu Platons Zeiten gängigen Annahme, dass isolierte Felsmassive wie Akropolis und Lykabettos Überreste einer einstigen Hochebene seien, deren „weiche“ Anteile an fruchtbarer Erde seither durch Regen und Fluten fortgespült worden seien. Eine vergleichbare Theorie liegt der Lokalisierung Atlantis’ jenseits der „Säulen des Herakles“ zugrunde; so wurde zu Platons Zeiten – entsprechend den Berichten bei Herodot (2, 102, 1–2; 4, 43) – angenommen, das Meer sei jenseits der Säulen schlammig, zähflüssig und unbefahrbar. Platon erklärt diesen vermeintlichen Umstand mit dem Untergang einer Landmasse.
Für den Antagonisten zu seinem Idealstaat „Ur-Athen“ bediente sich Platon realer Vorbilder aus seiner Zeit. Allgemein wird angenommen, dass Atlantis von ihm zur Erzielung seiner politischen Aussageabsicht wie ein Mosaik aus verschiedenen Elementen von verschiedenen Vorbildern „zusammengesetzt“ wurde. Platons Intention war es dabei, ein Bild von Atlantis zu zeichnen, das der Leser mit zeitgenössischen Feinden Griechenlands assoziieren würde. So mag Platon bewusst das Perserreich als Muster für die politische Struktur von Atlantis genommen haben. Die Organisation der Königsmacht in Atlantis, mit einem „Oberkönig“ und neun „Unterkönigen“, erinnert stark an die persische Hierarchie von Großkönig und ihm untergeordneten Satrapen. Ebenso scheint die persische Sommerresidenz Ekbatana gemäß ihrer Beschreibung bei Herodot eine Vorlage für die Beschreibung der Hauptstadt von Atlantis zu sein; während bei Platon von drei konzentrischen Wasserringen um die Akropolis die Rede ist, beschreibt Herodot die Stadtbefestigung von Ekbatana mit „insgesamt sieben Mauerringen“, und zwar „jeweils einen Mauerring im anderen“ (1, 98, 3–6). Für die Hafenanlage könnte unterdessen Karthago als Modell benutzt worden sein. Dem Handlungskern der Atlantis-Geschichte, nämlich dem gescheiterten Angriff Atlantis’ auf Athen, dürften die Perserkriege und dabei insbesondere die Konstellation der Schlacht bei Marathon 490 v. Chr. als Vorbild gedient haben. In beiden Fällen schlug das relativ kleine Athen, ganz auf sich gestellt, eine angreifende Übermacht und bewahrte so ganz Griechenland vor der Unterwerfung. Der fehlgeschlagene Eroberungszug der Seemacht Atlantis könnte aber auch als Reflexion der Sizilienexpedition verstanden werden, in der die übermütigen Pläne der Seemacht Athen, ganz Sizilien und anschließend Karthago zu unterwerfen, grandios scheiterten. Die mehrfachen Besuche Platons in Syrakus und sein Versuch, seine politischen Ideen dort in die Tat umzusetzen, könnten die Atlantiserzählung ebenfalls inspiriert haben.
Für den charakteristischen und bis heute faszinierendsten Bestandteil der Atlantislegende – den Untergang des Inselreichs infolge einer Naturkatastrophe – könnte die Stadt Helike als Inspiration gedient haben. Diese einst sehr reiche Stadt an der Nordküste der Peloponnes versank im Winter des Jahres 373 v. Chr. in einer Flutwelle, die durch ein schweres Erdbeben im Golf von Korinth ausgelöst worden war. Diese Katastrophe, bei der nahezu alle Bewohner Helikes ihr Leben verloren, fand in der Antike einen starken Nachhall (bspw. bei Diodor 15, 48, 1–3). Wie auf Atlantis wurde in Helike ein Poseidonkult betrieben; vor dem großen Tempel des Poseidon Helikonios stand einst eine monumentale Weihestatue des Meeresgottes, die selbst nach dem Untergang der Stadt noch von der Wasseroberfläche aus zu sehen gewesen sein soll. Wie Atlantis schien auch Helike durch die „Macht“ desjenigen Gottes untergegangen zu sein, den sie eigentlich verehrte. Schon vor der Helikeflut ereignete sich zu Platons Lebzeiten eine weitere schwere Flutkatastrophe. Diese folgte 426 v. Chr. einem Erdbeben im Golf von Euböa und zerstörte die Stadt Orobiai sowie eine Insel namens Atalante (Thukydides 3, 89). Aufgrund der Namensähnlichkeit wurde diese Insel Atalante von manchen Forschern als Vorbild für das Untergangsszenario von Atlantis betrachtet. Jedoch wird aufgrund der verheerenderen Folgen sowie der zeitlichen Nähe zur Niederschrift von „Timaios“ und des „Kritias“ eher Helike als Vorbild angesehen.

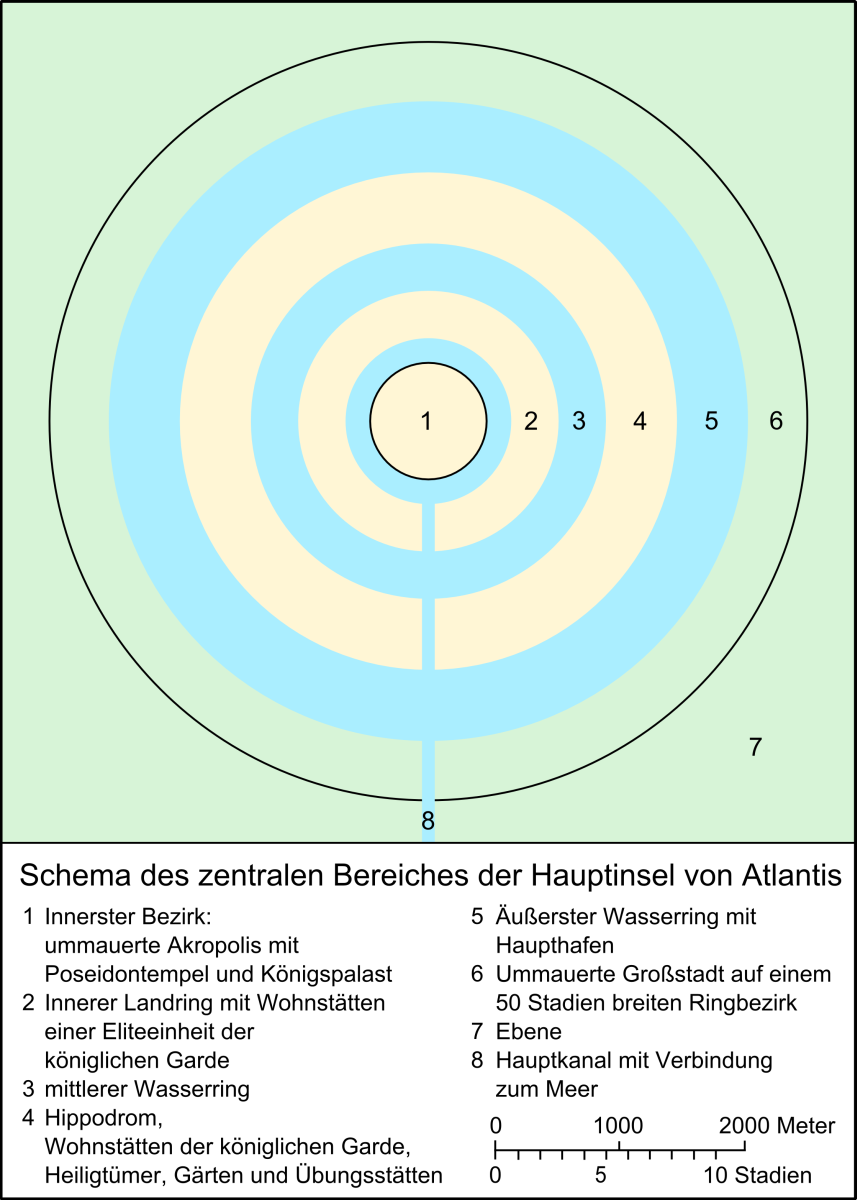
Das Zentrum der atlantischen Ebene

Der französische Historiker Pierre Vidal-Naquet sieht Atlantis als Analogie zu Ur-Athen und somit zur Kosmologie des Timaios-Dialoges, Ur-Athen entspräche in diesem Sinne dem „Seienden“, Atlantis hingegen dem „Werdenden“. Vidal-Naquet kommentiert: „Wir sehen uns also einer Sequenz gegenüber, die deutlich nach einer Spiegelung aussieht: 5 (3+2), 1, 2, 2, 3, 3. Wer die in der Mitte liegende Insel verläßt, tritt sehr schnell in die Welt der Verdopplung ein.“ Die Bedeutung von doppelten und dreifachen Abständen in der „Struktur der Weltseele“ findet sich bereits im „Timaios“ beschrieben (Tim. 36d). Zugleich spiegele Atlantis das dekadente Athen seiner Zeit wider. Ähnlichkeiten zu Herodots Persien und zu Homers Scheria spielen laut Vidal-Naquet nur am Rande eine Rolle, eine Analogie zu den Perserkriegen schließt er aus. Vidal-Naquet glaubt in Atlantis die Stadtanlagen von Ekbatana, Babylon, Scheria, Athen und Susa wiederzuerkennen.
Der deutsche Altphilologe Nesselrath dagegen sieht in Atlantis Parallelen zu den Stadt- bzw. Hafenanlagen von Ekbatana, Babylon und Karthago. Weiter meint er, Analogien zu Herodots Beschreibung der Perserkriege und Homers Epen identifizieren zu können.
Umstritten ist in der Forschung, ob und inwiefern es eine substantielle Inspiration des Atlantis-Mythos durch ägyptische Quellen gegeben haben könnte. Einige, wie etwa William Heidel, deuteten gerade die behauptete Herkunft des Berichts aus Ägypten als offenen Hinweis auf den fiktionalen Charakter der Atlantis-Geschichte. Sie konnten dafür auf die Worte im „Phaidros“ verweisen: „O Sokrates, mit Leichtigkeit erdichtest du Geschichten aus Ägypten oder sonst einem Land, woher auch immer du willst“ (Phaidros 275 B). Andere Historiker, wie etwa Thomas Henri Martin und Alexander von Humboldt, hielten eine ägyptische Tradition als Kern des Mythos für wahrscheinlich und darüber hinaus auch die Überlieferung vom Ägyptenreisenden Solon zum Erzähler Kritias für möglich. Einen ägyptischen Ursprung für Teile oder Aspekte des Atlantis-Mythos für möglich zu halten, zwingt jedoch nicht dazu, auch zu glauben, dass der Atlantisbericht – wie von Platon behauptet – auf eine 9000 Jahre alte Überlieferung in Ägypten zurückgeht. Es scheint zudem auch unwahrscheinlich, dass Solon († um 560 v. Chr.) die Quelle für Platons Darstellung war, da in den mehr als 150 Jahren zwischen Solon und Platon bei keinem einzigen griechischen Schriftsteller eine Spur eines solchen Berichts zu finden ist. Auch die Athener wussten nichts von ihrem angeblichen Sieg über Atlantis. Hätte es sich bei diesem wirklich um eine der „größten Heldentaten Athens“ gehandelt, müsste diese zumindest in einer der zahlreichen Leichenreden, in denen zu Ehren Verstorbener die große Geschichte Athens resümiert wurde, Erwähnung finden. Doch in keiner der bis heute überlieferten Ansprachen findet sich eine Erwähnung von Atlantis. Nicht einmal in der von Platon geschriebenen Leichenrede im Menexenos wird Atlantis genannt; was bedeuten könnte, dass auch Platon die Atlantis-Erzählung vor der Niederschrift seiner Spätwerke Timaios und Kritias nicht kannte, sondern sie erst zu jenem Zeitpunkt kennenlernte bzw. erfand.

### Kritik an der Deutung von Atlantis als Erfindung Platons
Kritik an der Deutung der Atlantis-Erzählung als einer Erfindung Platons gibt es in verschiedener Hinsicht. Teils wird die philologische Argumentation direkt angegriffen, teils wird eine ägyptische Überlieferung vermutet, teils werden konkrete Lokalisierungen von Atlantis vorgeschlagen.

#### Kritik an der philologischen Argumentation
An der philologischen Begründung der Erfindungshypothese ist immer wieder Kritik lautgeworden. In den Worten von John V. Luce:

„Die Skeptiker haben starke Argumente, trotzdem gab es jedoch immer eine Minderheit von Gelehrten, die bereit waren, die Möglichkeit zuzugeben, dass Platon in seiner Atlantis-Erzählung Material verwendet habe, das nicht völlig ohne historisches Gewicht war.“

Als Indizien für ein mögliches historisches Gewicht der Atlantis-Erzählung werden angeführt:
- Platon habe die von ihm erfundenen Parabeln immer deutlich als Mythen gekennzeichnet. Die Geschichte von Atlantis sei dagegen ausdrücklich als logos alēthēs (ein wahrer Bericht) und nicht als mythos (eine Geschichte) gekennzeichnet worden. Platon habe betont, dass seine Überlieferung nicht erfunden, sondern „in jeder Hinsicht“ wahr sei.
- Es sei kaum anzunehmen, dass Platon in seinen Gesamtplan der Dialog-Trilogie Timaios/Kritias/Hermokrates eine Geschichte aufgenommen hätte, die er selbst von Anfang bis zum Ende erfunden hat, und von der er wusste, dass sie erdichtet ist.
- Die Funktion der Atlantis-Erzählung als Beleg für die Richtigkeit von Platons Staatstheorien könne nur erfüllt werden, wenn es sich um eine wahre Geschichte handele.[18]
- Die ausführliche und präzise Beschreibung von Atlantis mit Benennung zahlreicher Einzelheiten sei unnötig gewesen, wenn Atlantis nur als Anschauungsmodell für einen idealen Staat habe dienen sollen. Platon habe in seinen übrigen Werken auch keinerlei Interesse an technischen Details gezeigt.
- Details der Atlantis-Erzählung tauchten auch in anderen Dialogen Platons in einem eindeutig historisch zu verstehenden Kontext auf.

#### Theorien einer vorplatonischen Atlantis-Überlieferung

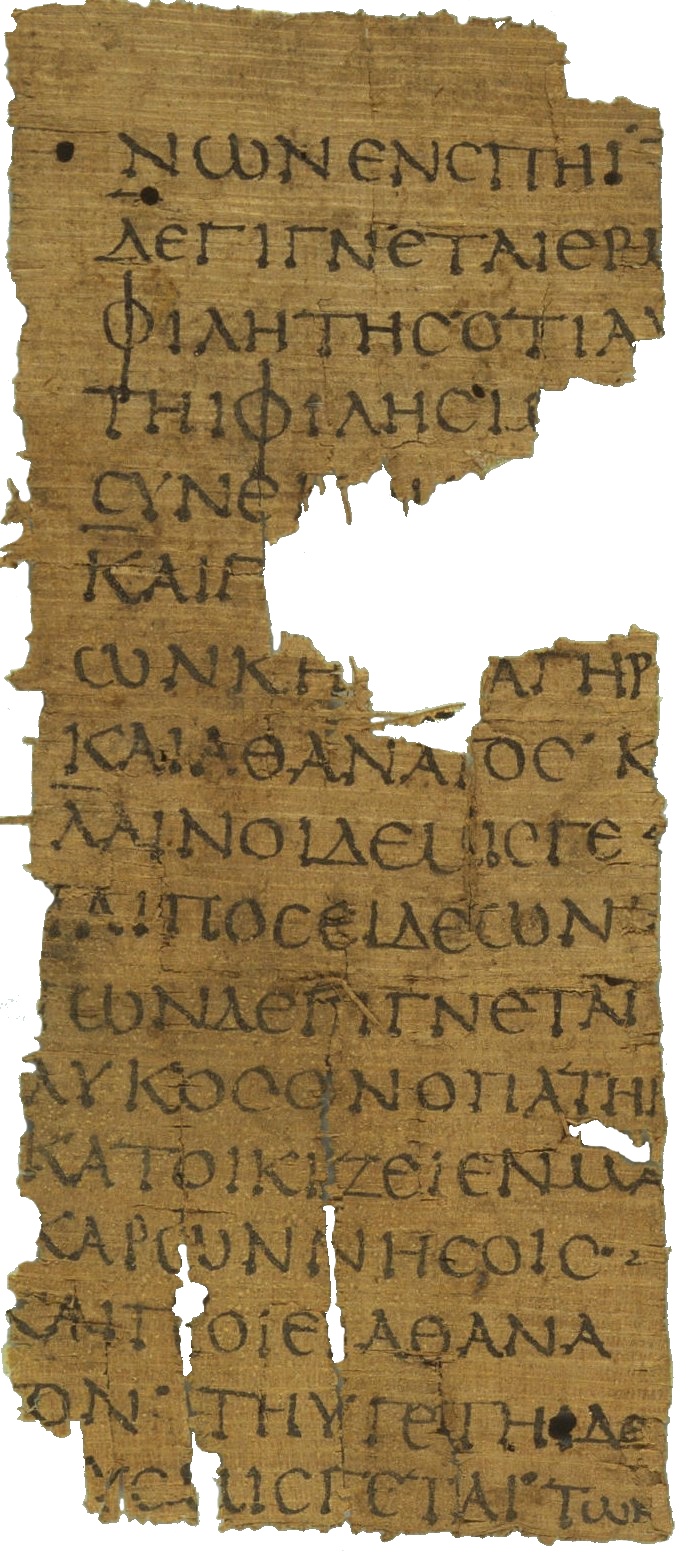
Papyrusfragment P. Oxy. 1084 der Atlantias des Hellanikos (Luce sieht darin ein Vorbild für Platons Atlantis)

Da auffallende Ähnlichkeiten zwischen der Schilderung eines atlantischen Königsrituals – Stiere „ohne Waffen, aber mit Stäben und Schlingen zu jagen“ (Kritias 119d–e) – und der Darstellung minoischer Stierkämpfe bestünden, hält John V. Luce es für wahrscheinlich, dass eine ägyptische Überlieferung über die Minoer Eingang in Platons Atlantis-Bild gefunden habe. Er geht dabei davon aus, dass Platon selbst in Ägypten von dieser Überlieferung Kenntnis genommen habe. Abgesehen davon, dass Platons Ägyptenreise an sich umstritten ist, konnte er jedoch keine ägyptischen Hieroglyphen lesen. Er wäre somit auf einen ägyptischen Übersetzer angewiesen gewesen. Falls er tatsächlich in Ägypten war, bliebe dennoch unklar, ob und wie ihm die mutmaßliche Überlieferung übersetzt wurde und was Platon seinerseits für seine Erzählung daraus übernommen hat.
Eine vergleichbare Theorie eines vorplatonischen Atlantis liefert der Philologe Herwig Görgemanns. Er behauptet, die von Platon erwähnte Verbrüderung der Ägypter mit den „Ur-Athenern“ sei von einem ägyptischen Bericht beeinflusst. Dieser Bericht basiere auf der Überlieferung der Seevölkerinvasion des 13./12. Jahrhunderts v. Chr. und sei durch eine angeblich schon damals existierende Verbrüderung der Ägypter und Athener gegen die „Feinde aus dem Westen“ ergänzt worden. Als sich Ägypten im 4. Jahrhundert v. Chr. von der persischen Herrschaft zu lösen begann, bekam es zunächst 386 bis 380 v. Chr. Unterstützung aus Athen durch den Athener Feldherrn Chabrias. Dies fand in Athen nicht nur Zustimmung, und so wurde 362/61 v. Chr. (unmittelbar vor der Entstehung des Timaios) eine Gesandtschaft nach Athen geschickt, die für eine Athenisch-Ägyptische Allianz werben sollte und dabei laut Görgemanns die veränderte Überlieferung des Seevölkersturms in Athen verbreitete. Und eben dieses Element habe Platon dann im Atlantis-Mythos verarbeitet. Jedoch ist auch diese Argumentation insofern lückenhaft, als Platon vermutlich nicht der Einzige gewesen wäre, der diese Geschichte vernommen hätte. Insofern ließe sich schwer erklären, warum nur er von Atlantis berichtet.

#### Lokalisierungshypothesen
Neben diesen eher ergänzenden Theorien zu Platons Erfindung von Atlantis gibt es zahlreiche Lokalisierungshypothesen, die Atlantis an einem konkreten Ort vermuten und dessen Untergang als ein konkretes Ereignis annehmen. Ihnen liegt die gemeinsame Auffassung zugrunde, dass Platons Erzählung auf einer tatsächlichen Überlieferung beruhe oder zumindest einen historischen Kern enthalte. Gleichzeitig setzen die meisten Theorien voraus, dass Platons örtliche und zeitliche Angaben zu Atlantis falsch bzw. in der mutmaßlichen Überlieferung verzerrt worden sind.
Bislang blieben diese Lokalisierungsversuche jedoch immer Hypothesen einzelner Personen. Die frühen Theorien – die Atlantis auf Helgoland, den Kanarischen Inseln oder Kreta vermuteten – werden heute von keinem Wissenschaftler vertreten. Zu den jüngeren Theorien gehört die Hypothese des Geoarchäologen Eberhard Zangger, dass es sich bei Atlantis um eine verzerrte Darstellung von Troja handele, sowie die Vermutung von Siegfried Schoppe und Christian Schoppe, dass eine Verbindung zwischen Atlantis und der Flutung des Schwarzmeerbeckens um 5600 v. Chr. bestünde; dieser Hypothese zufolge gehe die Atlantis-Erzählung auf den Untergang einer hypothetischen Kultur im Nordwesten des Schwarzen Meeres zurück.
Althistoriker und Philologen lehnen in der Regel jeden Lokalisierungsversuch als Fehlinterpretation einer einzigen Quelle, nämlich Platon, ab und sehen in Atlantis reine Fiktion, der kein geschichtliches Ereignis oder ein naturwissenschaftlicher Vorgang zugrunde liegt.

## Wirkungsgeschichte
Kaum ein antiker Bericht hatte eine ähnlich intensive Nachwirkung wie Platons Schilderungen von „Atlantis“. Seit vielen Jahrhunderten dient das fabelhafte Inselreich Utopisten als Inspiration und wird von Archäologen gesucht. Auch die Unterhaltungsindustrie entdeckte den Stoff als zugkräftiges Thema.

### Antike
Von Platons Zeitgenossen ist keine Veröffentlichung bekannt, die die Atlantis-Geschichte für „wahre Historie“ hielt, auch nach dem Erscheinen von Timaios und Kritias wurde die Abwehr des atlantischen Angriffs in keiner heute bekannten Aufzählung der Heldentaten der Athener erwähnt. Ob sich Aristoteles, Platons bekanntester Schüler, zu Atlantis äußerte, ist bis heute ungesichert. Manche sehen die durch Strabon (2, 3, 6) überlieferte Meinung des Poseidonios zur „Sage von der Insel Atlantis“, die sich an Aristoteles orientiere, als einen Beleg dafür. Nach anderer Ansicht belegt die Ausführung Strabons lediglich, indem er Poseidonios’ Aussage wiedergibt, dass Atlantis möglicherweise keine Erfindung sei, im Gegensatz zur „Mauer der Achäer“ bei Homer (siehe unten). Damit habe sich Poseidonios bezüglich Atlantis nicht festgelegt.
Der Philosoph Krantor von Soloi, der den ersten Kommentar zu Platons Timaios verfasste, war der erste, von dem wir wissen, dass er Atlantis für einen geschichtlichen Sachverhalt hielt. Er soll der erste gewesen sein, der die ägyptische Tradition der Atlantis-Überlieferung nachweisen konnte. In seinem nur fragmentarisch bei Proklos erhaltenen Werk berichtet er, die Stelen mit der ägyptischen Version des Atlantis-Berichts in Sais vorgefunden zu haben (FGrHist 665, F 31). Dies wurde bis heute von einigen Forschern als ein Beweis für die ägyptische Tradition der Atlantis-Geschichte eingeschätzt. Krantors Bericht gilt der Mehrheitsmeinung jedoch insofern als unglaubhaft, als er von Inschriften auf Stelen (στῆλαι) spricht, während im Timaios von schriftlichen Darstellungen die Rede ist, die man „zur Hand nehmen“ (τὰ γράμματα λαβόντες – Tim. 24a) könne, also beispielsweise Papyrusrollen.
Die Frage, ob es sich bei Atlantis um eine reale Geschichte handelt, wird auch von späteren Autoren diskutiert, etwa von Poseidonios, dessen Meinung von Strabon mit folgenden Worten angegeben wird:

„Daß aber die Erde sich zuweilen hebe und senke, und durch Erdbeben und andre ähnliche Ereignisse, die auch wir aufgezählt haben, Veränderungen erleide, das ist von ihm [sc. Poseidonios] richtig bemerkt worden, und damit stellt er auch Plato’s Ansicht passend zusammen, es lasse sich annehmen, daß auch die Sage von der Insel Atlantis keine Erdichtung sei, von welcher, wie jener berichtet, Solon, durch die aegyptischen Priester belehrt, erzählt habe, sie sei einst vorhanden gewesen, [später] aber verschwunden, an Größe einem Festlande nicht nachstehend; und dieses zu sagen, scheint ihm gerathener, als daß ihr Erfinder sie wieder vernichtet habe, wie der Dichter [Homer: Ilias 7, 337. und 436.] die Mauer der Achäer.“

Während Plinius der Ältere noch Zweifel an der Authentizität der Geschichte insgesamt äußert (Naturalis historia 2, 92, 205), hält Plutarch zumindest die ägyptische Tradition für möglich, will sich aber ansonsten nicht festlegen, ob es sich um Mythos oder Wahrheit handele (Plut. Solon 31). Der Platoniker Numenios, der Mitte des 2. Jahrhunderts lebte, nahm den Kampf der Stadt Athen gegen Atlantis als bloße Dichtung ohne historischen Hintergrund, als poetische Fiktion an. Der spätantike Neuplatoniker Proklos hielt Atlantis einerseits für real, andererseits suchte er auch eine symbolische Deutung. Weitere Autoren, wie etwa der Kirchenvater Tertullian, nutzen Atlantis ohne Vorbehalt als historisches Paradigma. Eusebius von Caesarea bringt die Deukalionische Flut, die er ins Jahr 1539 v. Chr. datiert, mit Bränden in Äthiopien und Zerstörungen an verschiedenen Orten, wie sie von Platon beschrieben hatte, in Verbindung. Hierbei bezog sich Eusebius wahrscheinlich auf die Atlantis-Geschichte des Platon. Georgios Synkellos, der die Ereignisse zwischen 1499 und 1490 v. Chr. datiert, sagt, dass diese in Platons Timaios erwähnt würden. Hieronymus datierte dies je nach Handschrift zwischen 1530 und 1523 v. Chr. Nachdem jedoch noch im 6. Jahrhundert der Byzantiner Kosmas Indikopleustes den fiktionalen Charakter des Atlantis-Berichts festhielt, geriet er schließlich im europäischen Mittelalter in Vergessenheit.
Als Vorlage für Utopien fand Atlantis vermutlich bereits in der Antike Verwendung. So etwa bei Euhemeros von Messene, dessen fiktionale Insel Panchaia sowohl Ähnlichkeiten zu Atlantis wie zu „Ur-Athen“ aufweist (Diodor 5, 41–46). Panchaia wird als eine außergewöhnlich fruchtbare Insel dargestellt, auf der die Gesellschaft – wie auf Atlantis – in drei Klassen eingeteilt sei. In der Mitte der Insel finde sich ein großer, Zeus geweihter Tempel. Ein anderer antiker Autor, Theopompos von Chios, persiflierte Platons Atlantis-Erzählung in seinem Werk Philippika. In ihm wird von einem Land namens Meropis jenseits des Atlantischen Ozeans berichtet, von dem aus ein Heer mit zehn Millionen Soldaten aus der „Stadt der Krieger“ („Machimos“) ausrückte, um die Hyperboreer auf der anderen Seite des Ozeans zu unterwerfen (FGrHist 115, F 75). An die Stelle von Solon und dem Priester von Sais traten bei Theopompos der mythische König Midas und ein Mischwesen aus Mensch und Pferd.

### Neuzeit

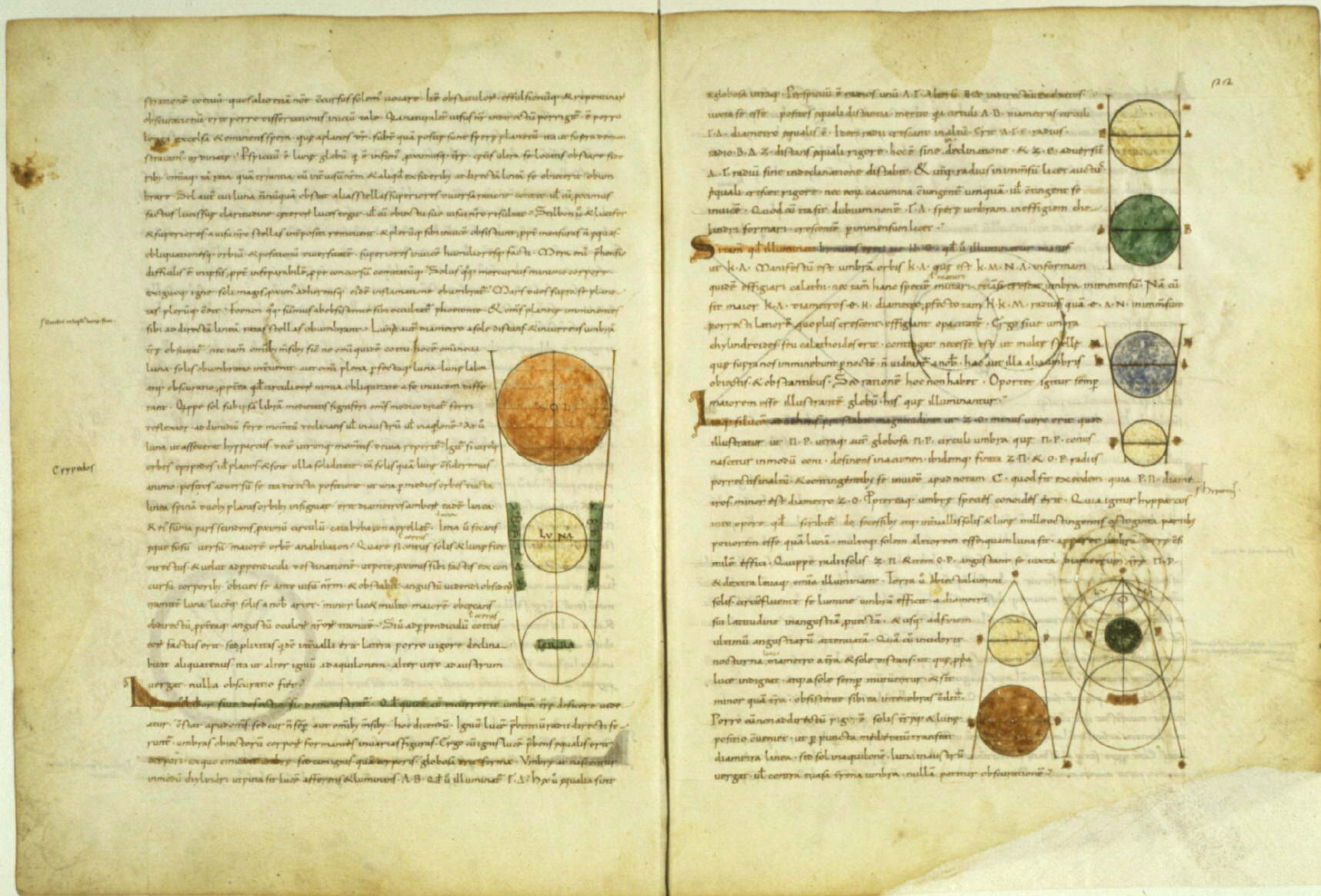
Calcidius’ lateinische Übersetzung des Timaios in einem mittelalterlichen Manuskript aus der ersten Hälfte des 10. Jahrhunderts

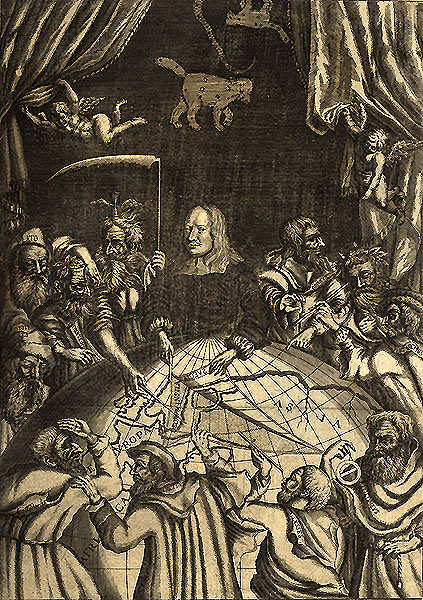
Illustration aus Rudbecks „Atland eller Manheim“: Rudbeck enthüllt seinen „Vorgängern“ Hesiod, Platon, Aristoteles, Apollodor, Tacitus, Odysseus, Claudius Ptolemäus, Plutarch und Orpheus die „Wahrheit“ über Atlantis

In der frühen Neuzeit wurden die alten römischen und griechischen Manuskripte von den Gelehrten wiederentdeckt, und so verbreitete sich auch die Geschichte von Atlantis erneut. Besonders mit der Entdeckung Amerikas 1492 bekam die Atlantis-Legende eine gewisse Plausibilität, da man annahm, Amerika sei zumindest der Überrest des versunkenen Kontinents. Bartolomé de Las Casas schrieb in seinem Werk Historia general de las Indias dazu: „Kolumbus konnte vernünftigerweise glauben und hoffen, dass, obgleich jene große Insel verloren und versunken war, andere zurückgeblieben sein würden oder wenigstens das Festland und dass, wenn man sie suchte, man sie finden würde.“ Auch Girolamo Fracastoro, bekannt für seine Beschreibung der Syphilis, setzte Amerika und Atlantis gleich.
Eine Reihe von Philosophen der frühen Neuzeit nahm die platonische Methode der Sozialkritik durch eine Scheingeschichte auf. Als erster tat dies 1516 der Engländer Thomas Morus mit seinem Werk Utopia. Während sich bei Morus lediglich Anlehnungen an Platons Politeia finden, bezogen sich die Utopisten der Folgezeit explizit auf den platonischen Mythos von Atlantis. So nahm etwa ein Jahrhundert nach Morus’ Utopia der italienische Dominikaner Tommaso Campanella Atlantis sowie die Beschreibung des Iambulos zum Vorbild, um eine eigene Staatsutopie zu erschaffen. Diese heißt in der italienischen Fassung La città del Sole und benutzt ebenfalls die Form des Dialoges, in diesem Fall zwischen einem weitgereisten genuesischen Admiral und einem Hospitaliter. Campanellas fiktiver Sonnenstaat ist auf der realen Insel Taprobana angesiedelt. Insbesondere bei der Beschreibung der Stadt orientiert sich Campanella an Platons Beschreibung von Atlantis im „Kritias“: „In einer weiten Ebene erhebt sich ein gewaltiger Hügel, über den hin der größere Teil der Stadt erbaut ist. Ihre vielfachen Ringe aber erstrecken sich in eine beträchtliche Entfernung vom Fuße des Berges. […] Sie ist in sieben riesige Kreise oder Ringe eingeteilt, die nach den sieben Planeten benannt sind.“
Beinahe zeitgleich zu Campanella, um 1624, schrieb Francis Bacon in England an seiner Utopie Nova Atlantis, die sich schon im Titel auf Platon bezog. Er benutzte Platons Atlantis dabei als historisches Faktum und identifizierte es mit Amerika, um somit seiner eigenen Utopie eine scheinbare Glaubwürdigkeit zu verleihen. Eine Sintflut habe einst das „alte Atlantis“ bis auf wenige Überlebende vernichtet. Bacons „neues Atlantis“ ist eine Südsee-Insel namens Bensalem, auf der – Platon sehr ähnlich – eine hierarchische, monarchistische Staatsordnung, patriarchalische Familienstruktur und christliche Sittenstrenge zu finden sind. Herrschaftszentrum sei das „Haus Salomon“, in dem ein gotterwählter, „ehrwürdiger Vater“ thront. Bacons Werk blieb unvollendet und wurde erst nach seinem Tod durch William Rawley veröffentlicht. Laut Rawley ist der frühe Tod Bacons der Grund dafür, dass darin keine Sozialkritik zu finden ist.
Im Laufe des 16. und 17. Jahrhunderts wurde Atlantis zunehmend von Gelehrten zum Ursprung der menschlichen Zivilisation erklärt und damit auch für das „Einflechten“ in eigene nationale Mythen interessant.
Während die Überreste der versunkenen Insel zunächst in Amerika gesehen wurden – womit sich der Anspruch der spanischen Conquista rechtfertigen ließ –, erklärte Ende des 17. Jahrhunderts der Universalgelehrte und Rektor der Universität Uppsala Olof Rudbeck in seinem vierbändigen Werk Atlantica sive Manheim, vera Japheti posterorum sedes ac patria (1679 bis 1702, schwedisch Atland eller Manheim), Schweden zu Atlantis und Uppsala zu dessen Hauptstadt. In seinen Schriften vermengte Rudbeck Platons Atlantis mit Versatzstücken aus der Edda sowie Legenden über Noachs angeblichen Enkel Atlas, der sich im Norden niedergelassen habe. Mit diesem Eklektizismus versuchte er, dem Volk Israel den Anspruch auf seine Auserwähltheit streitig zu machen und Schweden zum Geburts- und Stammland sämtlicher Völker Asiens und Europas zu erheben; darüber hinaus postulierte er, dass die Runen die Vorläufer der phönizischen und griechischen Buchstaben seien. Platon nannte er einen Lügner, dem es gelungen sei, die Auffindung des wahren nordischen Atlantis zu verhindern. Rudbeck war somit einer der Ersten, die Atlantis und dessen mutmaßliche Lokalisierung zu politisch-ideologischen Zwecken vereinnahmten.
Im 19. Jahrhundert wurde das Interesse an Atlantis durch den 1882 erschienenen Bestseller des amerikanischen progressivistischen Politikers Ignatius Donnelly neu geweckt. In seinem Buch Atlantis – The antediluvian World (dt.: „Atlantis – die vorsintflutliche Welt“, 1911) behauptete er 1882, das von Platon beschriebene Atlantis habe im Atlantik gelegen und sei der gemeinsame Ursprung der Frühen Hochkulturen sowohl im Mittelmeerraum (speziell im Alten Ägypten) als auch in Mittelamerika. Dabei stützt er sich unter anderem auf die Forschungen von Charles Étienne Brasseur de Bourbourg und Augustus Le Plongeon. Er glaubte auch, Atlantis sei die Urheimat der Arier. Donnelly beschrieb Atlantis als agrarisches Land des Friedens und des Glücks, an das in verschiedenen Zivilisationen erinnert werde, ob als Garten Eden, als Garten der Hesperiden oder als Asgard. In dem nachfolgenden Band Ragnarok – The Age of Fire and Gravel von 1883 beschrieb er dann die Zerstörung dieses Paradieses, nachdem es moralisch korrumpiert worden sei. Dieses Geschichtsnarrativ verstand er als Warnung an die USA seiner Gegenwart.
Auch in Esoterik und Okkultismus wurde die Geschichte von Atlantis lebhaft rezipiert. In Theosophie, Anthroposophie und Ariosophie wurden die „Atlantier“ als Repräsentanten einer von sieben Menschheitsepochen angesehen, und in der hermetischen Philosophie Cosmique sind sie Ursprung okkulter Lehren. Donnellys Bestseller half, dergleichen Thesen Glaubwürdigkeit zu verleihen. Bei aller Differenz zieht der Historiker Franz Wegener eine Verbindungslinie zwischen diesen Strömungen, Vertretern der Konservativen Revolution, Welteislehre-Anhängern, Nationalsozialisten und Neuen Rechten und stellt die Hypothese eines „atlantidischen Zielbildes“ auf, „ein Zielbild, das seine Träger unbewußt in sich beschleunigender Bewegung der Selbstzerstörung entgegeneilen läßt“.

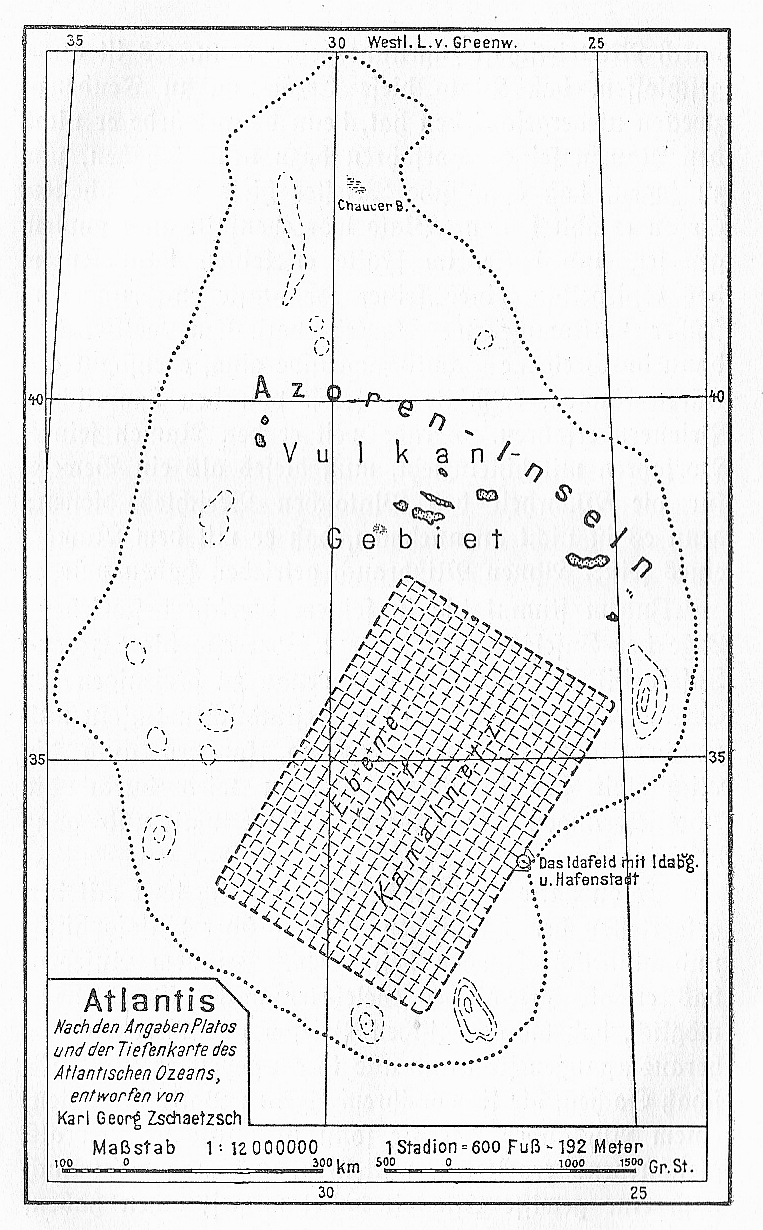
Karte von Atlantis nach Karl Georg Zschaetzsch

So wurden vor allem im deutschen Sprachraum in der Zeit der Weimarer Republik und während des Dritten Reiches in völkischen und nationalsozialistischen Kreisen Modelle der Atlantis-Rezeption kultiviert, deren Verfechter Platons versunkenes Inselreich vor allem in der Nordsee sowie am Nordpol – dem angeblichen nordischen Urkontinent Arktogäa – lokalisierten oder mit dem sagenhaften Thule gleichsetzten und es zur Urheimat der „arischen Herrenrasse“ erklärten. Zu den Wegbereitern dieser rassistisch-ideologischen Rezeption des Atlantisberichts gehörte vor allem Guido von List, einer der Protagonisten der so genannten Ariosophie; seinerzeit bekannte Autoren entsprechender Atlantis-Literatur waren zum Beispiel Karl Georg Zschaetzsch, Herman Wirth, und Heinrich Pudor. Über Alfred Rosenberg und Heinrich Himmler wurde die Atlantis-Idee Teil der inoffiziellen NSDAP-Parteiideologie.
Nach dem Zusammenbruch des Nationalsozialismus wurde derartiges Ideengut zunächst vorwiegend außerhalb Deutschlands propagiert, zum Beispiel von Julius Evola und dem rechtsextremen chilenischen Autor Miguel Serrano. Hierzulande wurden nach 1945 aber auch „nordische“ Atlantis-Konzepte, die nicht der „ario-atlantistischen“ Traditionslinie zuzurechnen sind, in Kreisen der „Alten“ und „Neuen Rechten“ begeistert aufgegriffen und ideologisch instrumentalisiert, vor allem Jürgen Spanuths Verortung von Atlantis bei Helgoland und seine These, die Atlanter seien dem nordischen Kulturkreis der Bronzezeit zuzurechnen.
Mitunter wird Atlantis als Synonym für eine reiche und mächtige Kultur gebraucht, die plötzlich und unerwartet unterging. So sprach beispielsweise T. E. Lawrence von der einst prachtvollen, jedoch später versandeten südarabischen Metropole Ubar als „Atlantis der Wüste“ (engl. „Atlantis of the Sands“). Auch der sagenhafte, untergegangene Ostseehafen Vineta wird gelegentlich als „Atlantis des Nordens“ bezeichnet. In der Belletristik ist kaum mehr als diese Versinnbildlichung Atlantis geblieben, die seit etwa 1850 von Schriftstellern verstärkt aufgegriffen wird. In Jules Vernes 20.000 Meilen unter dem Meer etwa besuchen Kapitän Nemo und Professor Aronnax die Ruinen von Atlantis am Meeresgrund. Als Symbol für eine fantastische Gegenwelt erscheint Atlantis bereits 1814 in der romantischen Novelle Der goldne Topf von E. T. A. Hoffmann.

## Antike Rezeption
- Claudius Aelianus, De natura animalium 15, 2 (→ deutsche Übersetzung von Friedrich Jacobs 1841)
- Kosmas Indikopleustes, Topographia Christiana 12 (archive.org englische Übersetzung von John Watson McCrindle 1897)
- Plinius, Naturalis historia 2, 92 (90) (archive.org deutsche Übersetzung von Philipp Hedwig Külb 1840, → englische Übersetzung von John Bostock und Henry Thomas Riley 1893)
- Plutarch, Solon 26, 1 – Internet Archive (mit englischer Übersetzung von Bernadotte Perrin 1914)
- Plutarch, Solon 31, 3 – Internet Archive (mit englischer Übersetzung von Bernadotte Perrin 1914)
- Plutarch, Solon 32, 1 – Internet Archive (mit englischer Übersetzung von Bernadotte Perrin 1914)
- Proklos, in Timaeum 1, 24 A–E (archive.org englische Übersetzung von Thomas Taylor 1820)
- Proklos, in Timaeum 1, 53 B–C (archive.org englische Übersetzung von Thomas Taylor 1820)
- Proklos, in Timaeum 1, 53 E–F (archive.org englische Übersetzung von Thomas Taylor 1820)
- Proklos, in Timaeum 1, 54 F (archive.org englische Übersetzung von Thomas Taylor 1820)
- Strabon, Geographica II 102 bzw. 2, 3, 6 (archive.org deutsche Übersetzung von Albert Forbiger 1856)